# Epagoge artificana
Epagoge artificana is een vlinder uit de familie van de bladrollers (Tortricidae). De wetenschappelijke naam van de soort is voor het eerst geldig gepubliceerd in 1849 door Herrich-Schäffer.